# Ferrari 488 GTB
A Ferrari 488 GTB é um modelo superesportivo da Ferrari. Ele foi lançado em 3 de fevereiro de 2015, antes de sua estreia mundial no Salão Internacional do Automóvel de Genebra. A 488 GTB é a substituta da Ferrari 458, compartilhando várias características de design e chassis.
É alimentado por um 3.9L twin turbo V8.

## Especificações

### Motor
É equipada com um motor de 3.902  cm³ de cilindrada, de cárter seco, da família de motores F154. O motor produz 670 cv (493 kW; 661 hp) a 8.000 rpm e 760 Nm de torque a 3.000 rpm. Isso resulta em uma potência especifica de 126.3 kW (171.7 PS; 169.4 hp) por litro e registrar a saída de torque especifica de 194.8 Nm por litro.

### Desempenho
A fabricante alegou que o desempenho do 488 é 0-100 km/h em 3,0 segundos e 0-200 km/h em 8,3 s, cobrindo o quarto de milha em 10,45 s, e continuando a uma velocidade máxima superior a 330 km/h.

### Transmissão
A única transmissão disponível para o 488 é uma transmissão robotizada automatizada  de Dupla embreagem F1 com caixa de 7 velocidades fabricado pela Ferrari por GETRAG, com base na caixa de velocidades usada no 458.

## Design
A carroceria da 488 foi projetada para aumentar o downforce 50% em relação ao 458, reduzindo o arrasto aerodinâmico.